# Gonionota
Gonionota är ett släkte av fjärilar. Gonionota ingår i familjen plattmalar.

## Dottertaxa tillGonionota, i alfabetisk ordning[1]
- Gonionota aethographa
- Gonionota aethoptera
- Gonionota amauroptera
- Gonionota argopleura
- Gonionota autocrena
- Gonionota bourquini
- Gonionota charagma
- Gonionota cologramma
- Gonionota contrasta
- Gonionota cristata
- Gonionota determinata
- Gonionota dissita
- Gonionota dryocrypta
- Gonionota dryodesma
- Gonionota eremia
- Gonionota excavata
- Gonionota extima
- Gonionota fimbriata
- Gonionota gaiophanes
- Gonionota hemiglypta
- Gonionota hypoleuca
- Gonionota hyptiotes
- Gonionota incalescens
- Gonionota incontigua
- Gonionota insignata
- Gonionota insulana
- Gonionota leucoporpa
- Gonionota melobaphes
- Gonionota menura
- Gonionota notodontella
- Gonionota oxybela
- Gonionota paravexillata
- Gonionota periphereia
- Gonionota phthiochroma
- Gonionota poecilia
- Gonionota rosacea
- Gonionota selene
- Gonionota sphenogramma
- Gonionota transversa
- Gonionota vexillata